# (2127) Tanya
(2127) Tanya (1971 KB1; 1953 GH1) ist ein Asteroid des äußeren Hauptgürtels, der am 29. Mai 1971 von Ljudmila Iwanowna Tschernych am Krim-Observatorium entdeckt wurde.

## Benennung
Der Asteroid wurde nach Tatjana Nikolajewna Sawitschewa (1930–1944) benannt, die als Schülerin während der Leningrader Blockade starb. In ihrem Tagebuch beschrieb sie den Tod ihrer Eltern und älteren Verwandten.